# 张凤阳
张凤阳（？—？），正红旗旗鼓佐领下人，康亲王府包衣，于康熙中期跋扈一时，有游侠之名。

## 生平
张凤阳是康亲王府上包衣，交际甚广，甚至可专擅六部权势，有郭解、朱家之风。当时有谚语道，“要做官，问索三；要讲情，问老明；其任暂与长，问张凤阳”。
张凤阳可与索额图、明珠并列，可见其势之大。有一天，张凤阳在郊外歇息，有一巡抚的驺卒路过，呵斥其起立，张凤阳蔑视道，“是何龌龊官，乃敢威炎若是？”不到一个月，该巡抚就遭到弹劾。
明珠、高士奇等宴请宾客，张凤阳丝毫不拘礼仪，竟然忝而上位。康亲王杰书素知其行，与岳父董鄂公共同问罪于张凤阳。不久张凤阳居然率领徒众将董鄂公家拆毁。张凤阳以康亲王家包衣的身份，竟将本主岳父家拆毁，身为康亲王的杰书却不敢作主处罚。
不久杰书面见康熙帝提及此事，康熙帝表示，“汝家人，可自治之。”得到皇帝的首肯后，杰书回到府里，唤张凤阳至，立毙杖下。张凤阳刚死，仁憲太后赦免其罪的懿旨就到了，但已人死无及。京师民众闻张凤阳死，皆感激康亲王杰书之惠。